# Lavey-Village
Lavey-Village  är huvudorten i kommunen Lavey-Morcles i kantonen Vaud, Schweiz. 